# Neviditelný růžový jednorožec

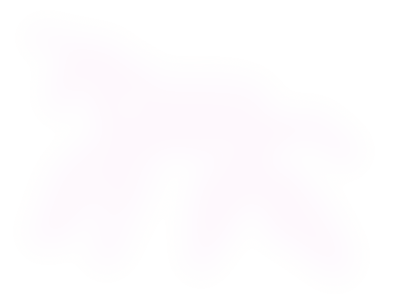
Přibližná podoba NRJ.
Tento PNG soubor používá alfa kanál, který umožňuje neviditelné zobrazení obrázku.

Neviditelný růžový jednorožec (anglicky Invisible Pink Unicorn), zkráceně NRJ, je ústřední „božstvo“ parodie na teismus. Má formu neviditelné samice jednorožce, která má paradoxně růžovou barvu.
Ačkoli počet skutečných vyznavačů NRJ je minimální, stala se značně populárním zejména na webech a diskusních fórech nakloněných k ateismu jako forma humoru, ale i jako forma kritiky a satiry teistických přesvědčení. Zastánci NRJ poukazují na fakt, že je velmi složité dokazovat neexistenci jevů za hranicemi lidského vnímání.
NRJ je užíván pro argumentaci proti nadpřirozeným jevům úmyslně absurdním způsobem. FAQ Usenetové skupiny alt.atheism jeho použití shrnuje takto:
Smyslem této potrhlosti je popostrčit teisty k poznání, že jejich víra může být ateisty vnímána se stejnou důvěrou a vážností, jako víra ateistů v NRJ.

Nejstarší písemné zmínky o NRJ pocházejí z let 1990-2 ze skupiny alt.atheism, podle některých tvrzení však tento koncept existoval již před rokem 1990. V letech 1994-5 bylo náboženství NRJ rozpracováno studenty Iowské university v prohlášení, z něhož pochází i následující citát:
NRJ jsou bytostmi velké duchovní moci. To víme, protože jsou schopny být neviditelné a růžové zároveň. Víra v NRJ je, jako všechna náboženství, založena jak na logice tak na víře. Věříme tomu, že jsou růžové; logicky víme, že jsou neviditelné, protože je nevidíme.

V diskusi se často užívá tvrzení, že nelze prokázat neexistenci NRJ, protože je neviditelná. Jedná se o parodii obdobných názorů o bohu, podle níž nemožnost detekce jeho přítomnosti nelze — vzhledem k jeho tvrzené všemohoucnosti — akceptovat jako argument proti jeho existenci. Podle téže logiky je tedy třeba NRJ považovat za stejně pravděpodobnou jako Boha.
Učení o NRJ je dále humornou formou rozpracováno do dalších podrobností analogických standardním náboženstvím.